# Colorhamphus parvirostris
El peutrén (en Argentina) (Colorhamphus parvirostris), también conocido como viudita (en Chile) o pitajo patagónico, es una especie de ave paseriforme de la familia Tyrannidae. Es la única perteneciente al género monotípico Colorhamphus. Es nativo del sur y suroeste del Cono Sur de América del Sur.

## Nombres populares
También se le denomina fiofío pardo, fiofío peutrén, pitajo peutrén, viudita parda o viudita parda patagona.

## Distribución y hábitat

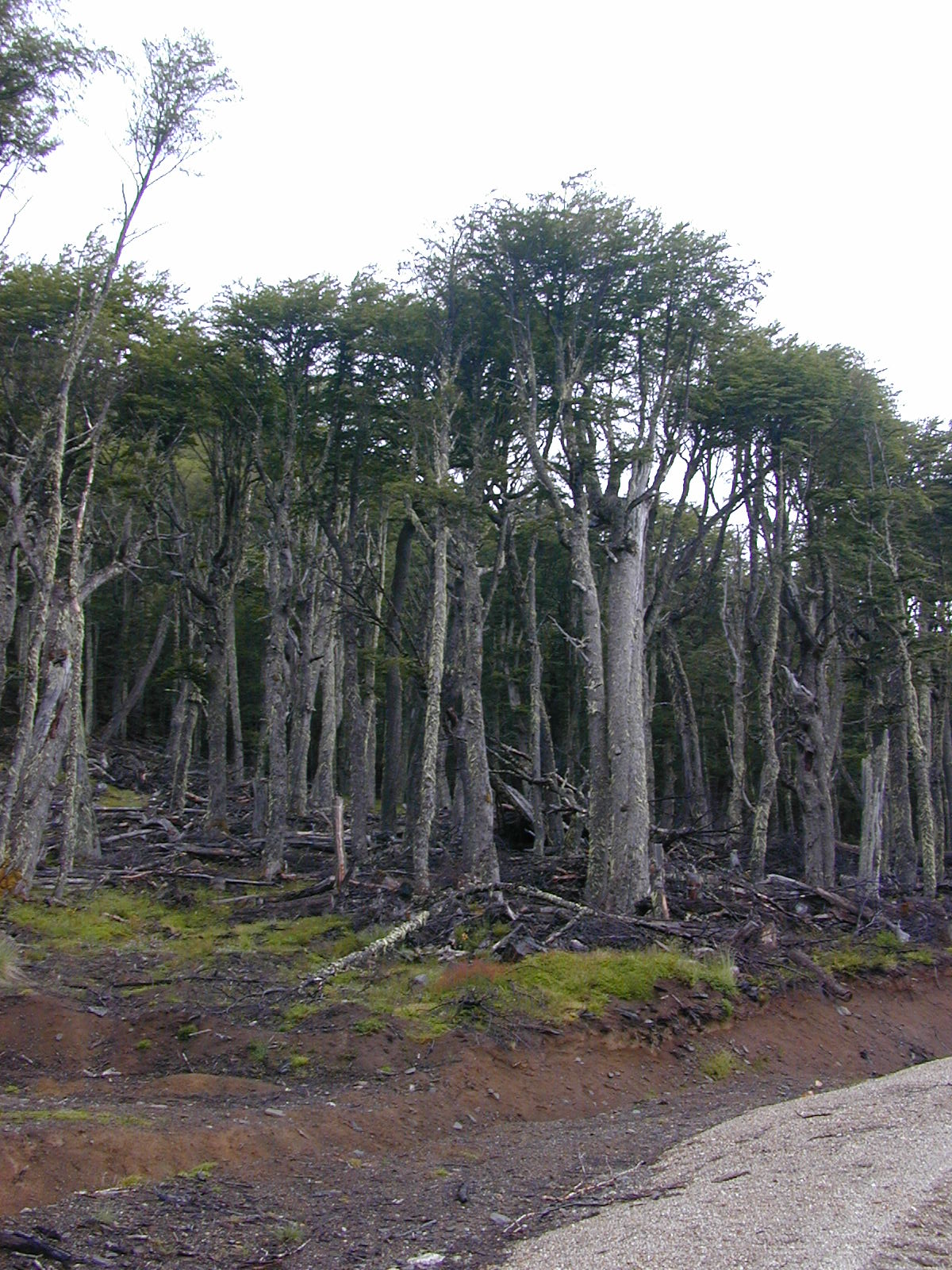
Bosque de lenga en Aysén, Patagonia chilena, el hábitat característico de esta especie.

Esta especie nidifica desde el centro sur de Chile (desde La Araucanía) y suroeste de Argentina (desde Neuquén Y Río Negro) al sur hasta Tierra del Fuego; hacia el norte hasta el centro de Chile (Coquimbo) en la temporada no reproductiva.
En la Argentina habita en las provincias de: Neuquén, Río Negro, Chubut, Santa Cruz, y Tierra del Fuego Antártida e Islas del Atlántico Sur.
En Chile se distribuye en las regiones de: Coquimbo, Valparaíso, Metropolitana, O'Higgins, Maule, Biobío, Araucanía, Los Ríos, Los Lagos, Aysén, hasta la isla Navarino, en la Región de Magallanes y la Antártica Chilena. En la zona central es sólo un visitante invernal.
Esta especie, poco común, es endémica de los bordes de bosques subantárticos húmedos y clareras arbustivas hasta 1000 m de altitud. Sus hábitats naturales incluyen todos los tipos forestales regionales, donde captura volando en el aire los insectos que constituyen su alimento.

## Descripción
Mide entre 12 y 13,5 cm de longitud y pesa entre 10,7 y 13 g.
La cabeza es gris pardusca oscura, los lados de la cara grisáceos. El dorso, lomo y supracaudales son pardo oliváceo. Garganta y pecho son grisáceos; abdomen, subcaudales y flancos son grisáceos lavados de amarillento. Las alas son pardo negruzcas con cobertoras ribeteadas de acanelado formando dos anchas barras transversales de ese color. La cola es pardo negruzca. El pico es negro, corto y fino. Las patas son negras. El iris es pardo.

## Comportamiento
Anda solitario o en pareja. En general por el estrato bajo y medio, donde se mantiene erecto en su percha. Durante la nidificación permanece más alto y silencioso. Reproduce en las zonas australes y migra hacia el norte en el invierno, llegando hasta Coquimbo, en Chile, donde es posible encontrarlo, aunque no en abundancia, en las quebradas pre-cordilleranas, zonas costeras y hasta en jardines urbanos.

### Alimentación
Su dieta consiste de insectos.

### Reproducción
La nidificación ocurre en las regiones más australes entre los meses de noviembre y febrero. Construye un nido expuesto, ubicado en arbustos o en árboles a baja altura y mediana altura. Bien elaborado, en forma de semiesfera, hecho de materiales vegetales, musgos, líquenes. Internamente con raicillas y plumitas. La postura es de tres, a veces cuatro, huevos ovoidales blancos con pequeñas pintas castañas en el polo mayor, formando una corona, que miden 18 x 14 mm.

### Vocalización
Emite un silbo prolongado agudo, algo triste y poco potente, como «jiihh..jijie..jiihhh.jijie ...».

## Sistemática

### Descripción original
La especie C. parvirostris fue descrita por primera vez por los zoólogos británicos John Gould y George Robert Gray en 1839 bajo el nombre científico Myiobius parvirostris; la localidad tipo es «Santa Cruz, Chile», a partir de las observaciones colectadas por Charles Darwin durante el viaje del Beagle.
El género Colorhamphus fue descrito por el zoólogo sueco Carl Jakob Sundevall en 1872.

### Etimología
El nombre genérico masculino «Colorhamphus» se compone de las palabras del griego «kolos» que significa ‘corto’, y «rhamphos» que significa ‘pico’; y el nombre de la especie «parvirostris», se compone de las palabras del latín «parvus» que significa ‘pequeño’  y «rostris» que significa ‘pico’.

### Taxonomía
Esta especie ya estuvo situada en Ochthoeca. Es monotípica. Los amplios estudios genético-moleculares de Harvey et al. (2020) confirmaron que el presente género está más próximo de Silvicultrix que de Ochthoeca sensu stricto. Con base en estas evidencias, el Comité de Clasificación de Sudamérica (SACC) reconoció a Silvicultrix como separado de Ochthoeca en la Propuesta No 957. Sin embargo, en la misma propuesta se rechazó la inclusión de Tumbezia y Colorhamphus en Ochthoeca, principalmente con base en las notables diferencias fenotípicas y también genéticas en el caso del presente género.
Los amplios estudios genético-moleculares realizados por Tello et al. (2009) descubrieron una cantidad de relaciones novedosas dentro de la familia Tyrannidae que todavía no están reflejadas en la mayoría de las clasificaciones. Siguiendo estos estudios, Ohlson et al. (2013) propusieron dividir Tyrannidae en cinco familias. Según el ordenamiento propuesto, Colorhamphus permanece en Tyrannidae, en una subfamilia Fluvicolinae Swainson, 1832-33, en una tribu Fluvicolini Swainson, 1832-33 , junto a parte de Myiophobus, Ochthoeca, Sublegatus, Pyrocephalus, Fluvicola, Arundinicola, Gubernetes, Alectrurus y provisoriamente, Muscipipra.